# Bahnhof Bobingen
Der Bahnhof Bobingen ist der Bahnhof der schwäbischen Stadt Bobingen. Der Trennungsbahnhof liegt an der Bahnstrecke Augsburg–Buchloe und ist Ausgangspunkt der Bahnstrecke Bobingen–Kaufering. Er befindet sich im Gebiet des Augsburger Verkehrsverbundes (AVV).
Der Bahnhof Bobingen wurde 1847 durch die Königlich Bayerischen Staatseisenbahnen als Durchgangsbahnhof an der Ludwig-Süd-Nord-Bahn in Betrieb genommen. Mit der Eröffnung der Strecke nach Kaufering wurde er 1877 zum Trennungsbahnhof. In den 1990er Jahren wurde ein Teil der Gleisanlagen zurückgebaut, der Bahnhof wird allerdings bis heute im Güterverkehr bedient.

## Lage
Der Bahnhof befindet sich östlich der Bobinger Stadtmitte. Das Empfangsgebäude steht nordwestlich der Gleise an der Hermann-Hesse-Straße und hat die Adresse Bahnhofsplatz 2. Westlich des Bahnhofs befindet sich ein Wohngebiet, östlich ein Gewerbegebiet. Im Bahnhofsbereich sind drei Straßenunterführungen vorhanden. Am Südende der Bahnsteige unterquert die Staatsstraße 2380 die Gleise und verbindet als Bahnhofstraße den Bahnhof mit der etwa 600 Meter entfernten Stadtmitte. Am südlichen Bahnhofskopf an der Streckenverzweigung nach Buchloe und Kaufering werden die Gleise durch die Tutzinger Straße, am nördlichen Bahnhofskopf durch die Hans-Sachs-Straße unterquert.
Der Bahnhof Bobingen liegt an Streckenkilometer 12,010 der zweigleisigen, nicht elektrifizierten Hauptbahn von Augsburg über Bobingen und Schwabmünchen nach Buchloe (VzG 5304). In Bobingen beginnt bei Kilometer 0,0 die eingleisige Nebenbahn über Lagerlechfeld nach Kaufering, die auch als Lechfeldbahn bezeichnet wird.

## Geschichte
Am 25. August 1843 erließ die bayerische Regierung das Gesetz zum Bau der Ludwigs-Süd-Nord-Bahn, die von Hof über Bamberg, Nürnberg, Nördlingen, Augsburg und Kaufbeuren nach Lindau im Bodensee führen sollte. Am 1. September 1847 eröffneten die Königlich Bayerischen Staatseisenbahnen den eingleisigen Streckenabschnitt von Augsburg über Bobingen und Buchloe nach Kaufbeuren. Im kleinen Ort Bobingen entstand ein Durchgangsbahnhof mit zwei Bahnsteiggleisen und weiteren Ladegleisen. Der Bahnhof erhielt ein zweigeschossiges Empfangsgebäude in Sichtziegelbauweise und einen Güterschuppen südlich des Empfangsgebäudes. Bis zum 1. März 1854 war die Gesamtstrecke der Ludwig-Süd-Nord-Bahn von Hof nach Lindau fertiggestellt, wodurch der Zugverkehr am Bahnhof Bobingen zunahm.
Mit dem Bau eines Truppenübungsplatzes bei Lagerlechfeld 1866 wurde ein Eisenbahnanschluss zum Transport von Material und Truppen benötigt. 1874 begannen die Bauarbeiten für eine Bahnstrecke durch das Lechfeld von Bobingen über Lagerlechfeld zum Bahnhof Kaufering an der Bahnstrecke München–Buchloe. Am 15. Mai 1877 nahmen die Bayerischen Staatsbahnen die Strecke in Betrieb, wodurch der Bahnhof Bobingen zum Trennungsbahnhof wurde. Für den zusätzlichen Verkehr und das gestiegene Fahrgastaufkommen wurde der Bahnhof bis 1880 erweitert. Das Empfangsgebäude wurde im Norden durch einen eingeschossigen Anbau mit Warteräumen und einer offenen Wartehalle ergänzt. Östlich der bisherigen Gleisanlagen entstanden ein dritter Bahnsteig, weitere Abstellgleise und eine Drehscheibe. Nach der Erweiterung waren im Bahnhof 18 Weichen vorhanden. Für die Wechselwärter, die für die Bedienung der Weichen verantwortlich waren, wurde an der nördlichen und südlichen Bahnhofsausfahrt jeweils ein Wechselwärterhaus errichtet.

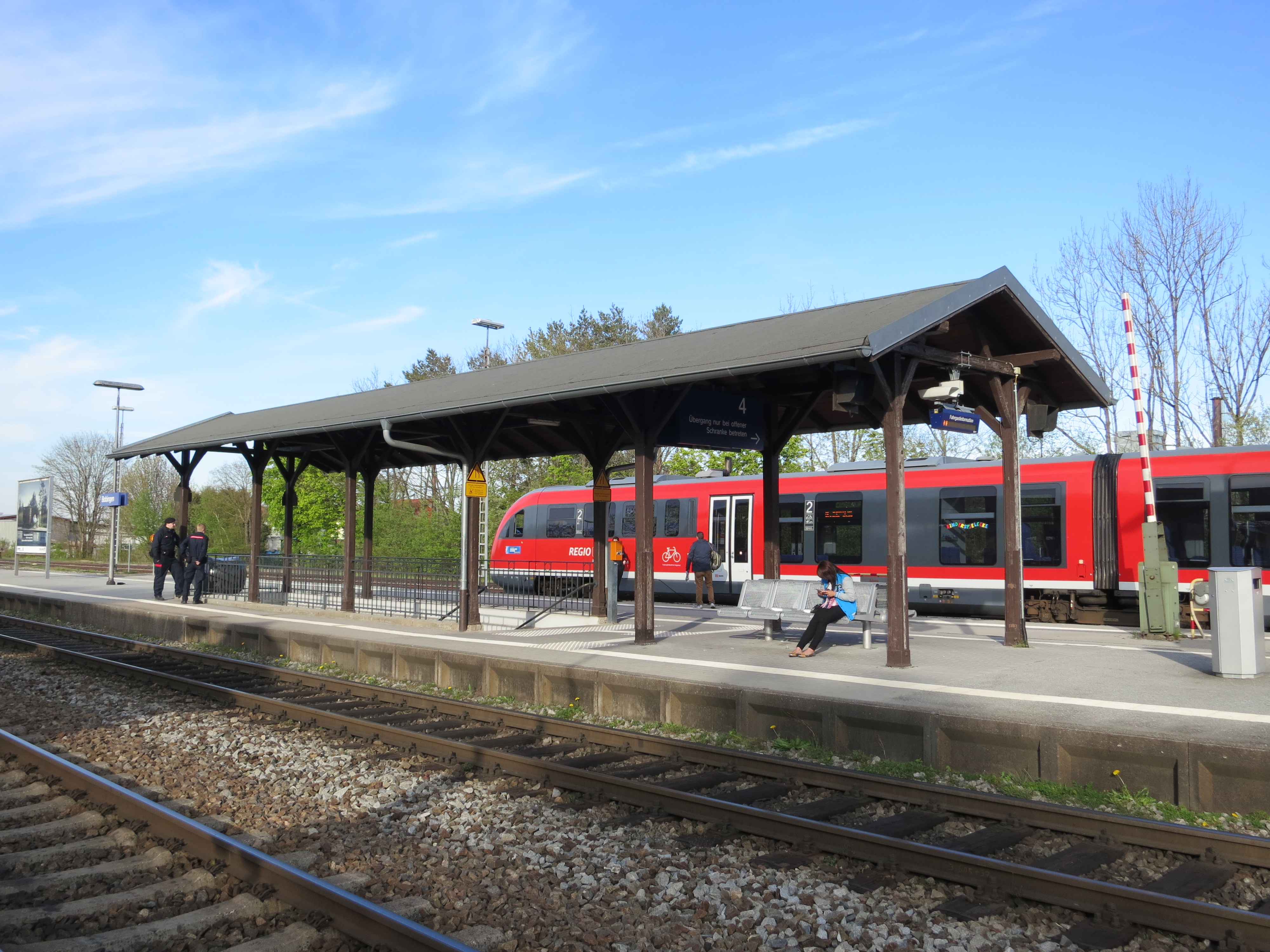
Hölzerne Bahnsteigüberdachung von 1902

1902 wurde die bereits beim Bau für ein zweites Gleis vorbereitete Ludwigs-Süd-Nord-Bahn zwischen Augsburg und Buchloe zweigleisig ausgebaut. Dabei gestalteten die Bayerischen Staatseisenbahnen die Gleisanlagen des Bobinger Bahnhofs erneut um. Die bisherigen Schüttbahnsteige ersetzte sie durch befestigte Bahnsteige, die mit hölzernen Bahnsteigdächern ausgestattet waren. Die höhengleichen Übergänge wurden durch eine Bahnsteigunterführung zwischen Haus- und Mittelbahnsteig ersetzt. Der Bahnhof erhielt zwei neue mechanische Stellwerke in Weichentürmen und ein Befehlsstellwerk, für das ein Teil der offenen Wartehalle zugemauert wurde. Im Ersten Weltkrieg wurde 1915 im Süden des Bahnhofs ein Gleisanschluss zur Kunstseiden- und Pulverfabrik der Köln-Rottweil AG in Betrieb genommen, der heute das Trevira-Werk an den Bahnhof anbindet. Ende der 1930er Jahre modernisierte die Deutsche Reichsbahn das Empfangsgebäude und verputzte es. Für das Befehlsstellwerk entstand ein neuer Stellwerksvorbau auf der Gleisseite des Gebäudes.
1966 nahm die Deutsche Bundesbahn im Stellwerksvorbau des Empfangsgebäudes ein neues Spurplandrucktastenstellwerk in Betrieb, das die beiden mechanischen Stellwerke ersetzte. In den 1980er Jahren wurde die Bahnmeisterei Bobingen aufgelöst, in der zeitweise über 20 Eisenbahner beschäftigt waren. Sie war zuletzt für den Streckenabschnitt von Augsburg Morellstraße bis Westerringen und auf der Nebenbahn bis Klosterlechfeld zuständig. In den 1970er und 1980er Jahren ging der örtliche Güterverkehr immer weiter zurück und wurde in den 1990er Jahren eingestellt. In der Folgezeit wurde ein Teil der Gütergleise abgebaut und der Güterschuppen abgebrochen. Die Integration in den Augsburger Verkehrsverbund 1985 und in den Allgäu-Schwaben-Takt 1993 führte zu einem Aufschwung des Personenverkehrs und stetigen Anstieg der Fahrgastzahlen.
Am 8. Oktober 2024 wurde eine Stolperschwelle von Gunter Demnig am Bahnsteigzugang installiert, um den Opfern des Nationalsozialismus zu gedenken, die bei der Deutschen Reichsbahn in Bobingen Zwangsarbeit verrichten mussten.

## Aufbau

### Empfangsgebäude

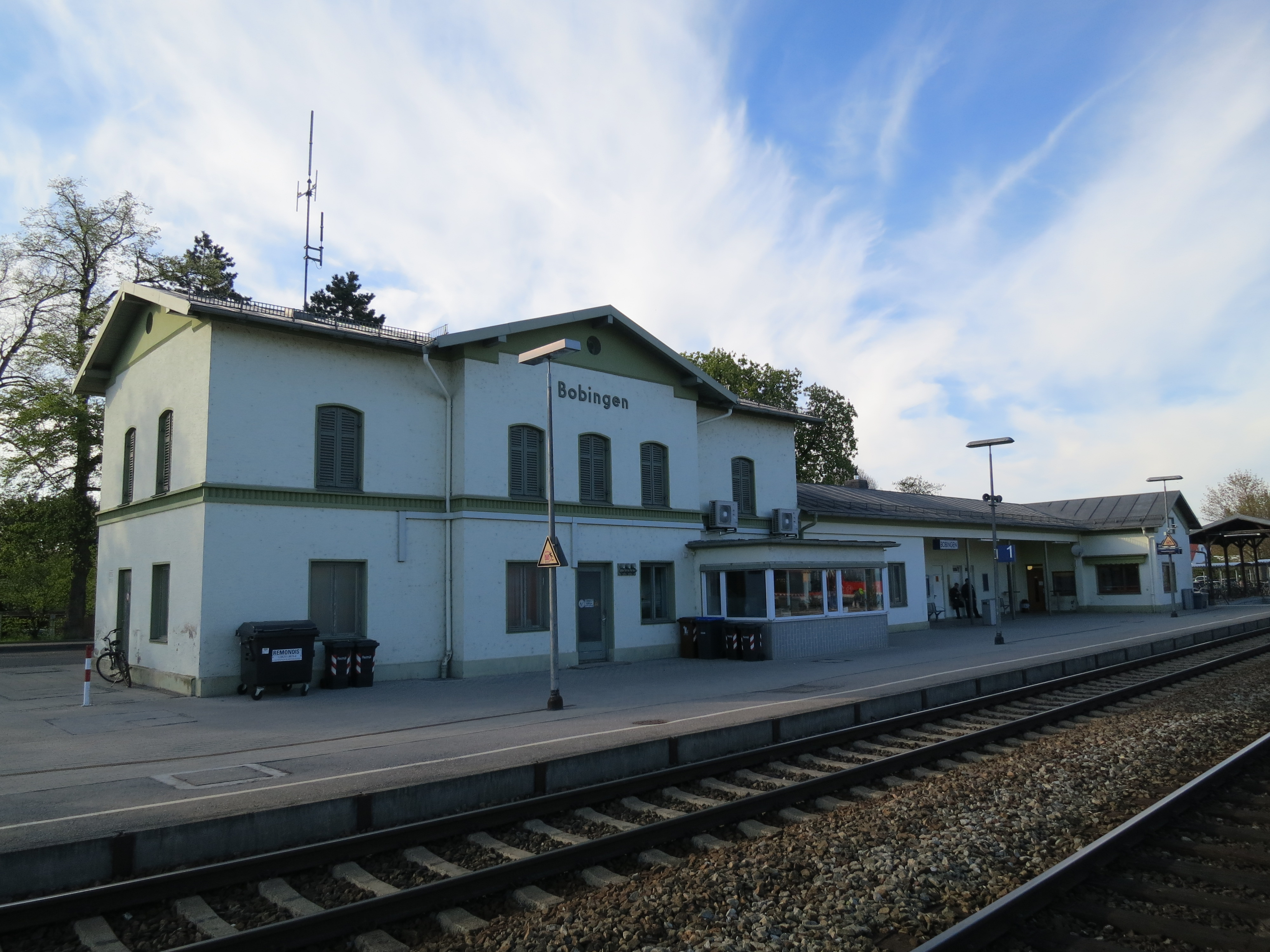
Empfangsgebäude von der Gleisseite

Das 1847 errichtete Empfangsgebäude ist ein zweigeschossiger Ziegelbau mit Satteldach, der auf der Gleis- und Straßenseite jeweils eine Widerkehr aufweist. Zwischen Erdgeschoss und erstem Stock ist das anfangs in Sichtziegelbauweise ausgeführte Gebäude mit einem Gesimsband verziert. Die Fenster sind als Segmentbogenkonstruktionen ausgeführt und waren ursprünglich mit Klappfensterläden versehen. Die vier Giebel sind farblich abgegrenzt und haben jeweils ein Rundfenster. Bei der Eröffnung waren im Erdgeschoss drei Diensträume, ein Vorraum mit Fahrkartenschalter und ein Warteraum untergebracht. Im ersten Stock befanden sich Wohnräume für die Bahnbediensteten. Die Zugänge zur Straße und zum Bahnsteig lagen jeweils in der Widerkehr. 1877 wurde im Norden ein eingeschossiger Anbau an das Gebäude angeschlossen, der eine fast doppelt so große Grundfläche wie das Ursprungsgebäude aufweist. Er bestand aus einer zur Gleisseite offenen Wartehalle mit traufständigem Satteldach und einem anschließenden gemauerten Gebäude mit giebelständigem Satteldach, in dem die Bahnhofstoiletten untergebracht wurden. Zwischen der Wartehalle und dem bisherigen Gebäude war unter dem Satteldach ein gemauerter Bau vorhanden, in den der Warteraum und die Gepäckabfertigung aus dem Hauptgebäude verlegt wurden. 1902 wurde dieser gemauerte Bereich vergrößert, um das Befehlsstellwerk darin unterzubringen. Ende der 1930er Jahre verputzte die Deutsche Reichsbahn den Sichtziegelbau. Für das Befehlsstellwerk entstand an der Nordostecke des zweigeschossigen Gebäudes ein neuer gemauerter Vorbau mit Wellblechdach, in dem heute das Drucktastenstellwerk untergebracht ist. Der Bahnhof übernahm zunächst zum 28. Mai 1995 den personenbedienten Fahrkartenverkauf für den Bahnhof Inningen. Der Warteraum und die Bahnhofstoiletten sind bis heute (2021) geöffnet, der Fahrkartenschalter ist geschlossen.

### Bahnsteige und Gleisanlagen

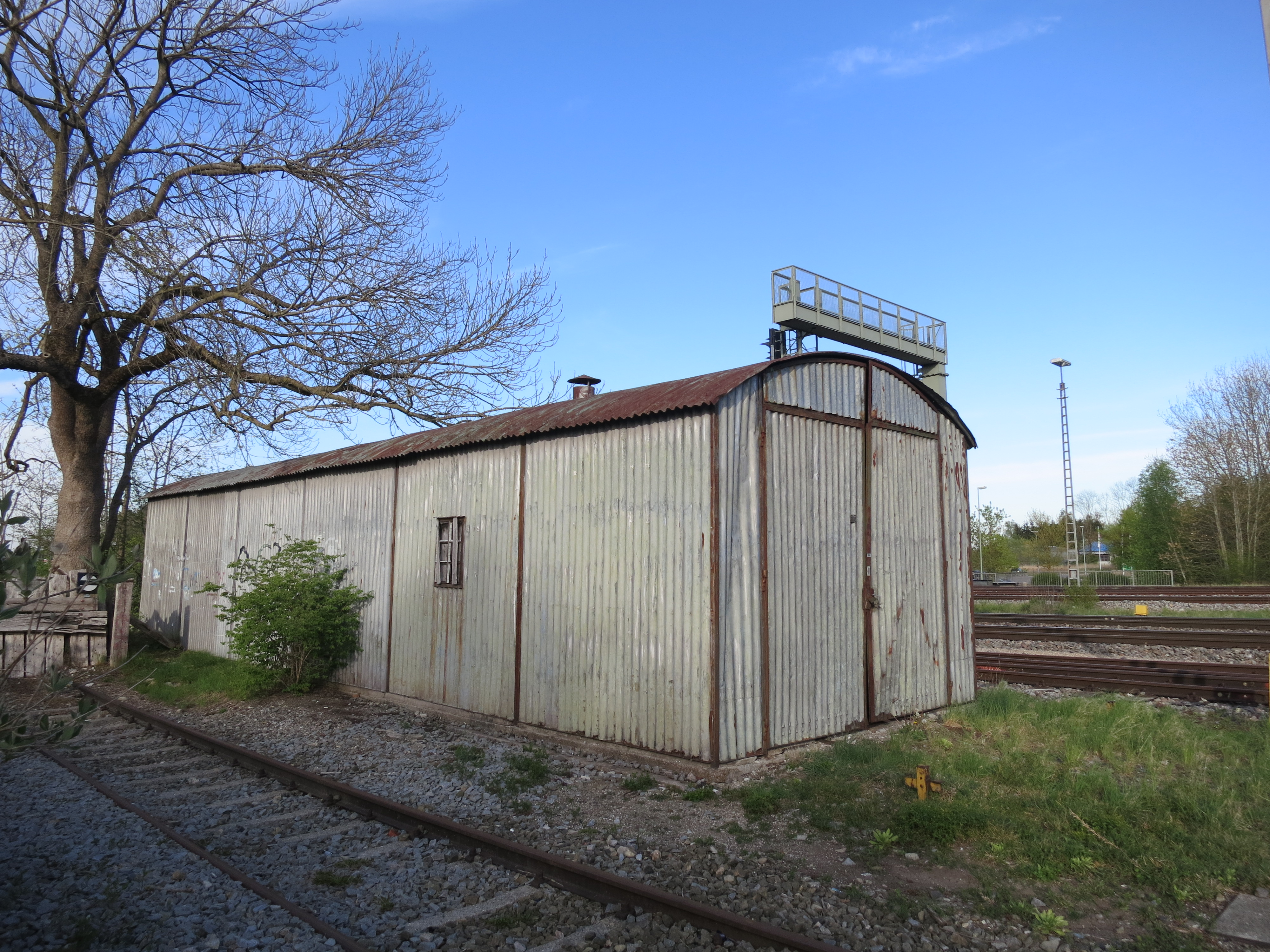
Ehemaliger Wellblechlokschuppen

Bei der Eröffnung war am Bahnhof Bobingen neben dem durchgehenden Hauptgleis ein Ausweichgleis vorhanden. Der Bahnhof verfügte über einen Haus- und einen Zwischenbahnsteig, die als Schüttbahnsteige ausgeführt waren. Südlich des Empfangsgebäudes befanden sich weitere Ladegleise und eine Laderampe. Beim Ausbau zum Trennungsbahnhof errichteten die Bayerischen Staatsbahnen östlich der bisherigen Bahnsteige ab 1877 einen weiteren Zwischenbahnsteig, mehrere bahnsteiglose Abstell- und Gütergleise sowie eine Drehscheibe im nördlichen Bahnhofsbereich. Beim zweigleisigen Ausbau 1902 wurde die Bahnsteiganlage umgestaltet. Anstelle der Schüttbahnsteige entstand ein neuer befestigter Haus- und Mittelbahnsteig sowie ein zusätzlicher Zwischenbahnsteig. Zwischen Haus- und Mittelbahnsteig wurde unter den durchgehenden Hauptgleisen eine neue Bahnsteigunterführung errichtet und die beiden Bahnsteige erhielten eine hölzerne Überdachung. Der Zwischenbahnsteig war weiterhin nur über einen höhengleichen Übergang vom Mittelbahnsteig zu erreichen und blieb ohne Überdachung. Außerdem wurden weitere Abstellgleise in Betrieb genommen. 1975 waren östlich der vier Bahnsteiggleise vier bahnsteiglose Abstell- und Gütergleise vorhanden, von denen eines ein Stumpfgleis war. Ein weiteres Stumpfgleis stelle den Anschluss zur BayWa her. Am Güterschuppen befanden sich drei Ladegleise, von denen ein Stumpfgleis und der Gleisanschluss zu den Farbwerken Hoechst abzweigten. Am nördlichen Ende der Ladegleise diente ein kleiner Lokschuppen aus Wellblech, der bis heute erhalten ist, zur Unterstellung der bahnhofseigenen Kleinlokomotive.

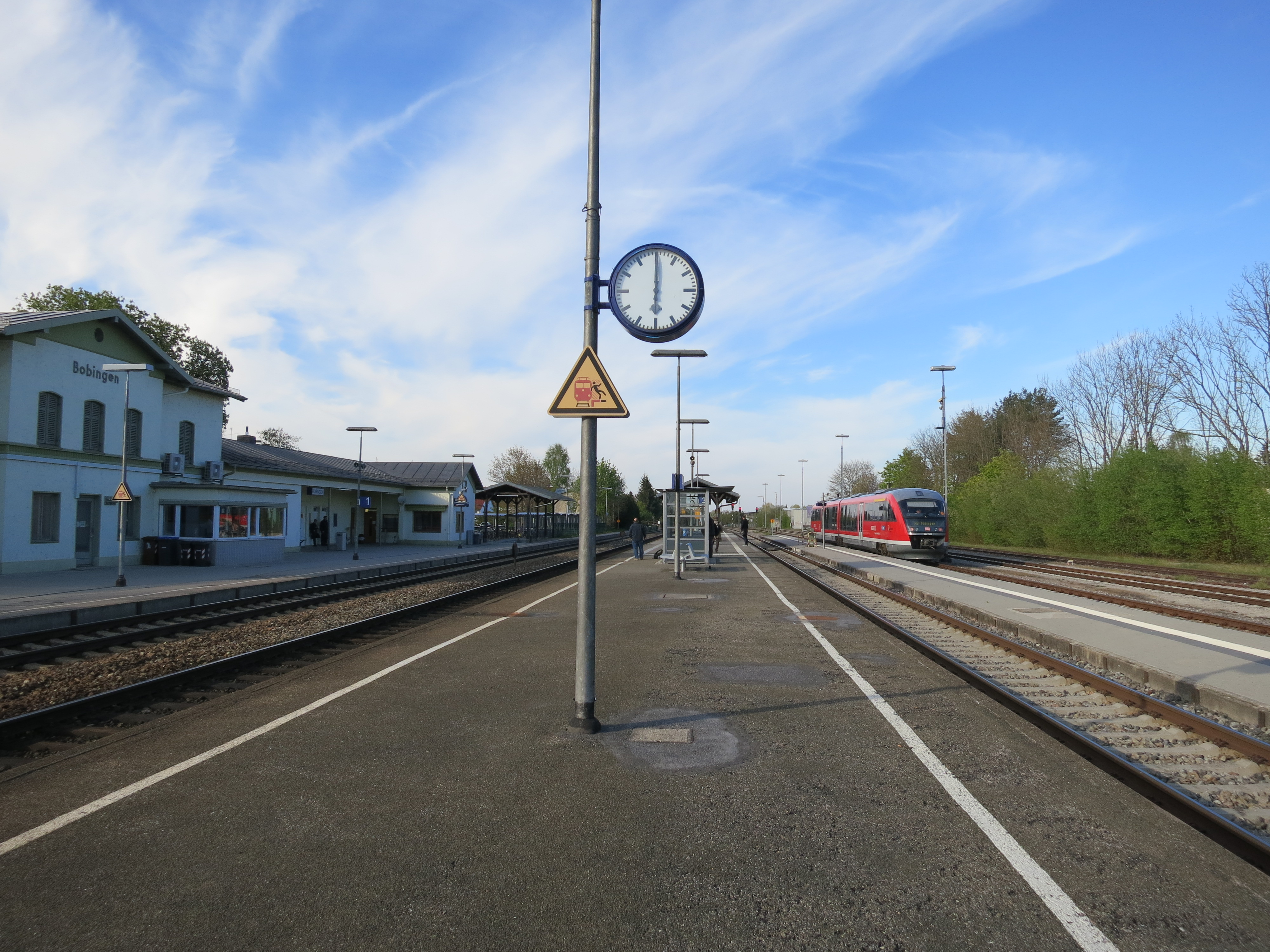
Bahnsteige

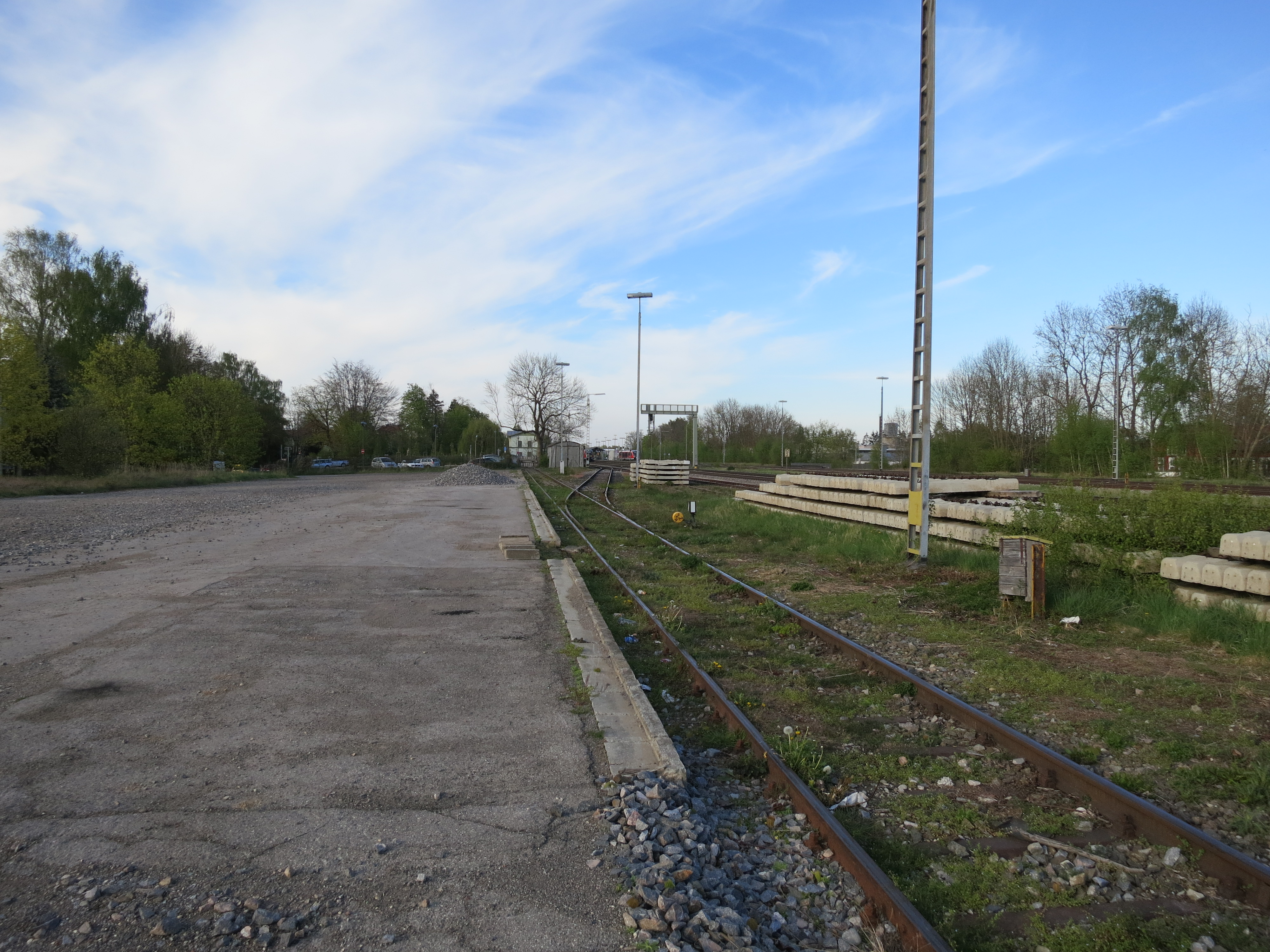
Ladestraße

Ab den 1990er Jahren wurde ein Teil der Gütergleise demontiert. Von den Abstellgleisen im Osten sind noch zwei vorhanden, von denen eines inzwischen stillgelegt ist. Im Südwesten des Bahnhofs sind noch zwei der drei Ladegleise und zwei Stumpfgleise in Betrieb. Die nördliche Verbindungsweiche zum Hauptgleis 1 wurde allerdings stillgelegt, sodass die Ladegleise nur noch aus Richtung Süden erreichbar sind. Obwohl der örtliche Güterverkehr eingestellt wurde, kann die Ladestraße bis heute benutzt werden. Planmäßig dienen die Ladegleise nur noch der Anbindung zum Gleisanschluss von Trevira, ehemals Farbwerke Hoechst. Die Bahnsteige sind seit 1902 weitgehend unverändert geblieben und bis heute mit den hölzernen Bahnsteigdächern ausgestattet. Sie sind nicht barrierefrei erreichbar. Inzwischen sind der Mittelbahnsteig und der weiterhin höhengleich angebundene Zwischenbahnsteig mit Blindenleitstreifen ausgestattet.
Bereits seit längerer Zeit ist ein barrierefreier Ausbau der Bahnsteige geplant, um die Zugänglichkeit zu verbessern. Unter anderem aufgrund von Schwierigkeiten bei der Bereitstellung von Fördergeldern verzögerte sich die Umsetzung jedoch mehrfach. Im Jahr 2024 teilte die Bayerische Eisenbahngesellschaft (BEG) mit, dass auf der Bahnstrecke Augsburg–Buchloe ab 2029 neue Schienenfahrzeuge eingesetzt werden sollen. Demnach müsse der barrierefreie Ausbau der Bahnsteige spätestens bis dahin abgeschlossen sein. Nach Angaben der BEG wurde das Vorhaben deshalb in ein Regel-Ausbauprogramm aufgenommen und die DB InfraGO ist mit der Durchführung des Projekts betraut.
| Gleis | Nutzbare Länge | Bahnsteighöhe | Nutzung                                                        |
| ----- | -------------- | ------------- | -------------------------------------------------------------- |
| 1     | 175 m          | 18 cm         | Züge in Richtung Buchloe                                       |
| 2     | 288 m          | 38 cm         | Züge in Richtung Augsburg, Landsberg (Lech) und Buchloe (RE79) |
| 3     | 288 m          | 38 cm         | Züge der Lechfeldbahn nach Augsburg und Landsberg (Lech)       |
| 4     | 144 m          | 20 cm         | Regionalbahnen Bobingen–Augsburg                               |

### Stellwerke
In den Anfangsjahren wurden die Weichen des Bahnhofs vor Ort durch Wechselwärter gestellt. 1902 nahmen die Bayerischen Staatsbahnen zwei mechanische Wärterstellwerke in Betrieb, die in zweigeschossigen Weichentürmen untergebracht waren. Stellwerk 1 stand an der nördlichen Bahnhofsausfahrt westlich der Gleisanlagen, Stellwerk 2 an der südlichen Bahnhofsausfahrt östlich der Gleise. Für die Steuerung der beiden Wärterstellwerke war am Empfangsgebäude ein Befehlsstellwerk vorhanden. 1966 ersetzte die Deutsche Bundesbahn die Wärterstellwerke durch ein bis heute betriebenes Spurplandrucktastenstellwerk der Bauart Lorenz Sp Dr L30, das im Stellwerksvorbau des Empfangsgebäudes installiert wurde. Die beiden nicht mehr benötigten Weichentürme wurden Ende der 1960er Jahre abgebrochen.

## Verkehr

### Personenverkehr
Am 1. September 1847 wurde der planmäßige Personenverkehr am Bahnhof Bobingen aufgenommen. Im ersten Betriebsjahr verkehrten zwei Personenzugpaare zwischen Augsburg und Kaufbeuren. Mit der Eröffnung der gesamten Ludwigs-Süd-Nord-Bahn 1854 stieg die Zahl der Züge in Bobingen deutlich an. Mit Eröffnung der Zweigstrecke verkehrten ab 1877 drei Zugpaare von Augsburg über Bobingen und Kaufering nach Landsberg. 1914 wurde Bobingen auf der Ludwigs-Süd-Nord-Bahn Augsburg–Buchloe von zwei Eilzügen und vier Personenzügen bedient, während die Schnellzüge den Bahnhof ohne Halt durchfuhren. Zwischen Augsburg und Schwabmünchen gab es weitere Vorortzüge. Auf der Bahnstrecke Bobingen–Kaufering verkehrten sieben Zugpaare zwischen Augsburg und Landsberg, von denen vier weiter in Richtung Schongau fuhren. 1939 setzte die Deutsche Reichsbahn acht Personenzugpaare zwischen Augsburg und Buchloe, die teilweise weiter nach Kempten fuhren, drei zwischen Augsburg und Schwabmünchen sowie sechs Zugpaare zwischen Augsburg und Kaufering ein. Nach einem zeitweiligen Rückgang im Zweiten Weltkrieg stiegen die Zugzahlen ab den 1950er Jahren auf beiden Strecken wieder an, gingen jedoch insbesondere auf der Strecke nach Kaufering in den 1960er und 1970er Jahren wieder zurück. 1971 fuhren noch fünf Zugpaare in Richtung Landsberg und Schongau. Bis in die 1960er Jahre fand auf dem Gleisanschluss zu den Farbwerken Hoechst werkseigener Personenverkehr statt. Dabei fuhr für die Mitarbeiter morgens ein Zug von der Laderampe am Bahnhof Bobingen zu verschiedenen Haltepunkten im Werksgelände und abends wieder zurück. 1985 wurde der Bahnhof Bobingen und die Strecken nach Schwabmünchen und Klosterlechfeld in den Augsburger Verkehrsverbund integriert, wodurch ein Aufschwung des Personenverkehrs erreicht wurde. 1993 führte die Deutsche Bundesbahn mit dem Allgäu-Schwaben-Takt auf beiden Strecken einen Stundentakt ein. Heute ist der Bahnhof Bobingen in die Dieselnetze Allgäu und Augsburg I eingebunden und wird wie folgt bedient: 

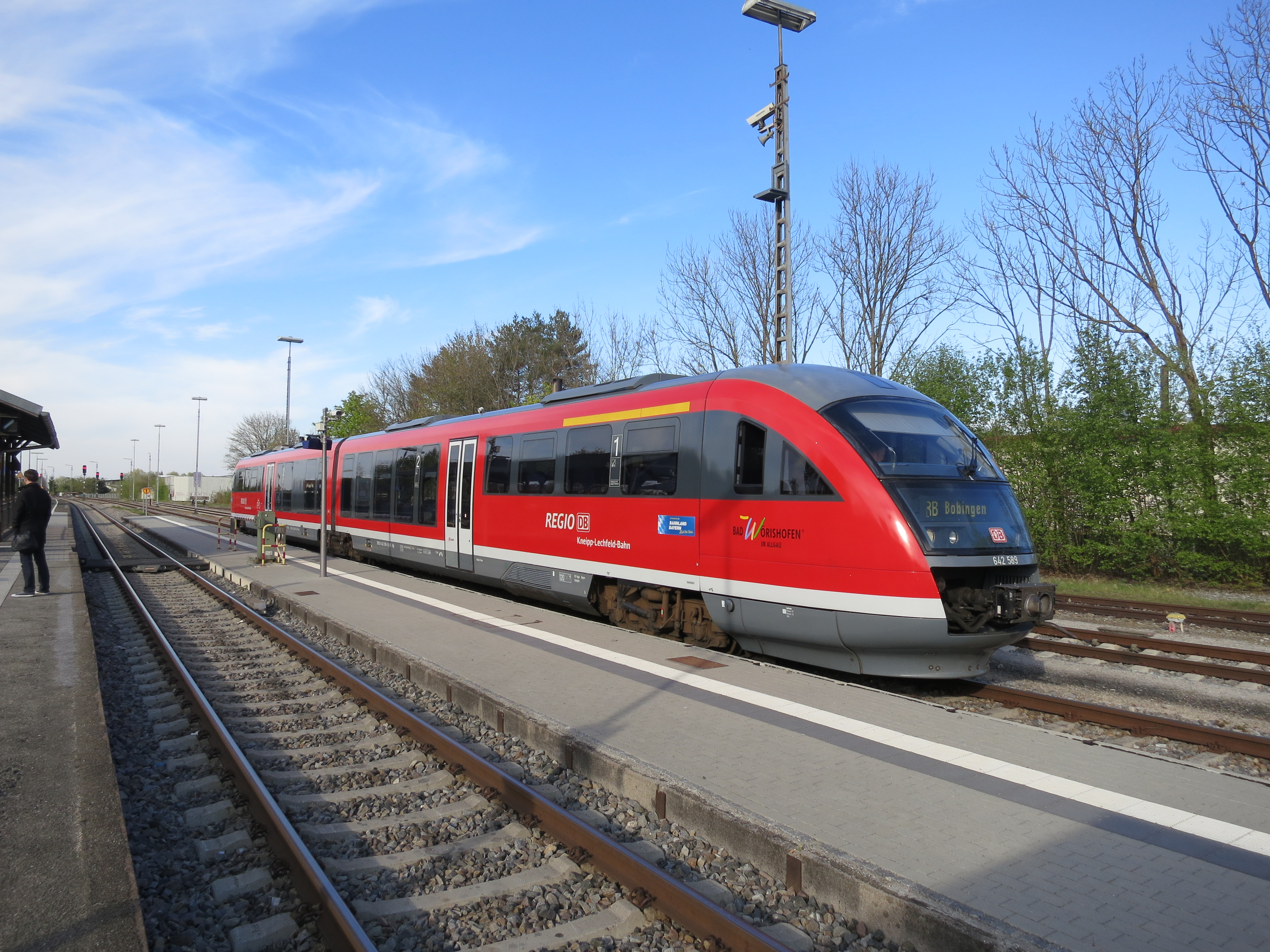
Desiro-Triebwagen der Baureihe 642 als Regionalbahn nach Augsburg

| Betreiber | Linie    | Verlauf                                                                             | Frequenz      |
| --------- | -------- | ----------------------------------------------------------------------------------- | ------------- |
| DB Regio  | RE 7/17  | Lindau / Oberstdorf – Immenstadt – Kempten (Allgäu) – Buchloe – Bobingen – Augsburg | einzelne Züge |
| DB Regio  | RE 71/73 | Augsburg – Bobingen – Buchloe – Türkheim (Bay) – Bad Wörishofen / Memmingen         | einzelne Züge |
| DB Regio  | RE 79    | Augsburg – Bobingen – Schwabmünchen – Buchloe – Kaufbeuren – Kempten (Allgäu)       | stündlich     |
| BRB       | RB 77    | Augsburg – Bobingen – Buchloe – Kaufbeuren – Biessenhofen – Marktoberdorf – Füssen  | stündlich     |
| BRB       | RB 69    | Augsburg – Bobingen – Kaufering – Landsberg (Lech)                                  | stündlich     |

### Güterverkehr

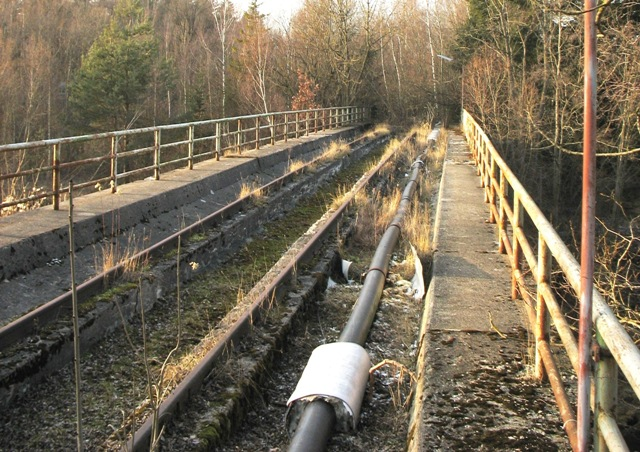
Ehemaliges Gleis an der Sprengstofffabrik Fasan

Der örtliche Güterverkehr in Bobingen war anfangs von eher geringer Bedeutung. Ab 1877 zweigten in Bobingen Militärzüge nach Lagerlechfeld von der Ludwigs-Süd-Nord-Bahn auf die Strecke nach Kaufering ab. Im Ersten Weltkrieg erlangte der Bahnhof ab 1915 mit dem Bau des Gleisanschlusses zur Kunstseiden- und Pulverfabrik größere Bedeutung im Güterverkehr. Die Güterzüge wurden innerhalb des Werks mit einer zweiachsigen Dampflokomotive gefahren, die den Namen Frieda erhielt. Ende der 1920er Jahre kam eine dreiachsige Dampflokomotive mit Namen Liesl hinzu. Durch den Bau der Sprengstofffabrik Fasan neben der Kunstseidenfabrik 1938 nahm der Güterverkehr auf dem nun erweiterten Gleisanschluss zu. Für den Güterverkehr zur Sprengstofffabrik wurde eine Dampfspeicherlokomotive von Borsig beschafft, 1939 wurde die nicht mehr benötigte Dampflokomotive Frieda und wenige Jahre später die Lokomotive Liesl ausgemustert. Nach dem Zweiten Weltkrieg wurde das Anschlussgleis für die Bedienung der Farbwerke Hoechst weiterbetrieben und 1956 eine zweite Dampfspeicherlokomotive erworben.
Für den örtlichen Güterverkehr und Rangierarbeiten war in Bobingen eine eigene Kleindiesellokomotive der Baureihe Köf III stationiert, die in einem Wellblechlokschuppen untergebracht war. Im Bahnhof Bobingen war unter anderem der Zuckerrübentransport von Bedeutung. Die DB stellte die mit Zuckerrüben beladenen Güterwagen von den Nachbarbahnhöfen in Bobingen zu Ganzzügen zusammen, die zur Zuckerfabrik in Rain gefahren wurden. Ab den 1970er Jahren ging der Güterverkehr durch steigenden Individualverkehr immer weiter zurück. Anfang der 1970er Jahre endete der militärische Güterverkehr auf der Strecke Bobingen–Kaufering. In den 1970er Jahren stellte die DB die Stückgutverladung in Bobingen ein und zog Anfang der 1980er Jahre die Kleinlokomotive ab. Im Dezember 1992 wurde der Zuckerrübentransport aufgegeben und wenige Jahre später der örtliche Güterverkehr vollständig eingestellt. Heute wird lediglich auf dem Anschlussgleis zu den Farbwerken Hoechst, seit 1996 Trevira, noch Güterverkehr durchgeführt. Die beiden Dampfspeicherlokomotiven wurden dort im Frühling 1997 außer Dienst gestellt. Seitdem führen Diesellokomotiven der Baureihen 360 bis 364 von DB Cargo den Güterverkehr auf dem Anschlussgleis durch. Während zeitweise bis zu drei Züge täglich im Werk ankamen, fahren inzwischen nur noch zwei bis drei Güterzüge wöchentlich.